# 바이블 (프로게이머)
바이블(본명: 윤설, 1999년 11월 24일 ~ )은 대한민국의 리그 오브 레전드 프로게이머이다. 아이디는 Bible이며, 포지션은 서포터이다. 현재 Dplus KIA 소속이다.

## 선수 생활
2021년 5월, DWG KIA에 입단하면서 프로 커리어를 시작했다.
2022 CL 스프링시즌 우승을 달성했다. 2022 CL 서머시즌을 앞두고 재계약을 체결했다. 2022 서머시즌 8주차를 앞두고 LCK에 콜업되었다. 8월 3일, 리브 샌드박스와의 경기에서 1군 데뷔전을 치르게 되었다.

## 소속팀
| # | 팀명    | 소속 기간    | 소속 리그 | 비고 |
| - | ------- | ------------ | --------- | ---- |
| 1 | DWG KIA | 2022.05.31 ~ | LCK       |      |

## 수상 내역
- 2021 LoL KeSPA컵 우승
- 2022 LCK 챌린저스 리그 스프링 우승